# Дилль
Дилль (нем. Dill) — община в Германии, в земле Рейнланд-Пфальц.
Входит в состав района Рейн-Хунсрюк. Подчиняется управлению Кирхберг. Население составляет 192 человека (на 31 декабря 2010 года). Занимает площадь 5,55 км².